# August Gottlieb Richter
August Gottlieb Richter (Zörbig, 1742. április 13. – Göttingen, 1812. július 23.) német író, orvos, sebész és egyetemi tanár. 1764-ben a Göttingeni Egyetemen doktorált, munkájának nagy részét is itt végezte. A Richter-hernia felfedezője.